# Жуан де Каштру
Жуáн де Кáштру (порт. João de Castro; 7 лютого 1500 — 6 червня 1548) — португальський дворянин, учений, письменник, 14-й губернатор (1545—1548) і четвертий віцекороль Португальської Індії (1548). Поет Луїш де Камойнш називав його Castro Forte («Твердиня» або «Міцний замок»).

## Біографія
Жуан був другим сином Алвару де Каштру, губернатора Лісабона і Леонор де Коутінью. Будучи молодшим сином в родині, Жуан був призначений для церковної кар'єри. Він вивчав математику під керівництвом Педру Нуніша разом із Луїшом де Бежа, сином короля Португалії Мануела I, з яким він подружився на все життя. У вісімнадцять років він поїхав на кілька років до Танжеру, де був посвячений у лицарі губернатором Дуарте де Менезешом.

## Перша подорож до Індії та експедиції до Єгипту
У 1535 році де Каштру супроводжував Луїша де Бежа під час захоплення Тунісу, де він відмовився від лицарства та нагород від імператора Карла V. Коли де Каштру повернувся до Лісабона, король нагородив його відзнакою Сан-Паулу-де-Сальватерра орденом Христа в 1538 році.
Незабаром після цього де Каштру відплив до Індії разом зі своїм дядьком Гарсіа де Норонья, якого було призначено губернатором Португальської Індії. Після смерті Норонья, його наступником на посаді губернатора Португальської Індії став Ештеван да Гама (сина Васко да Гами). У 1540 році Жуан де Каштру брав участь у португальському рейді в Червоне море під командуванням Ештевана да Гами, який посвятив його сина Алвару де Каштру в лицарі. Португальський флот на чолі з Ештеваном да Гама відбув 31 грудня 1540 року в складі 12 великих кораблів, на одному з яких капітаном був де Каштру і біля 60 галер.
Де Каштру вів докладний журнал подорожі з картами, розрахунками, малюнками та докладними записами узбережжя Аравійського півострова та регіонів, які сьогодні відомі як Сомалі, Еритрея, Ефіопія, Судан та Єгипет. Він їздив до Суеца та інших портів на узбережжі Синайського півострова, які входили до Ротейру-ду-Мар-Роксо.
Після повернення в Португалію в 1543 був призначений командувачем флотом, який вів боротьбу проти піратів у водах Атлантичного океану. 

## На посаді губернатора Португальської Індії
У 1545 році на чолі флотилії з шістьох кораблів Жуана де Каштру знову вирушив до Індії, щоб змінити на посаді губернатора Португальської Індії Мартина Афонсу де Соузу. 
У 1546 році гуджаратський генерал Хаджар Сафар взяв в облогу португальську фортецю на о. Діу, намагаючись відбити у португальців місто і острів. Облога тривала сім місяців з 20 квітня 1546 року по 10 листопада 1546 року. Гарнізон португальських захисників Діу очолював Жуан де Маскареньяш. Облога закінчилася, коли до Діу прибув флот Португальської Індії з Гоа на чолі з Жуаном де Каштру, який розгромив нападників. Керівник армії Гуджарату Хаджар Сафар і його син Мухаррам Румі-хан (які, ймовірно, були албанського походження) були вбиті під час облоги. Після цього португальці захопили Бхарух, повністю підкорили Малакку і Жуан де Каштру здійснив подорож з Антоніу Монізом на Цейлон для його подальшого підкорення.
На відміну від інших віце-королів, Каштру цікавився індійською культурою та релігією. Він співпрацював з гуманістом Андре де Резенде, щоб написати книгу про індійське мистецтво. Його маєток Пенья-Верде в Сінтрі містить два знаменитих чорних каменя з Камбея, здобуті де Каштру та його сином.
У 1547 році, під кінець його каденції на посту 14-го губернатора Португальської Індії, король Жуан III продовжив термін повноважень Жуана де Каштру ще на 3 роки з пожалуванням почесного титулу віце-короля Індії і відправив 10 000 крузаду для оплати його боргів. Проте Жуан де Каштру не прожив достатньо довго, щоб насолодитись цією посадою і 6 червня 1548 року помер на руках у свого друга, святого Франциска Ксаверія. 
Його поховали в Гоа, перш ніж його останки були ексгумовані та перевезені до Португалії для повторного поховання в монастирі Бенфіка .

## Дослідження земного магнетизму
Ще стародавні греки виявили, що темний металевий камінь може притягувати або відштовхувати предмети із заліза. До винайденя хронометра,  навігатори не могли знайти положення корабля у морі за довготою, оскільки для визначення цього потрібен був на борту годинник, щоб вказувати точний час на базовій медіані, а астрономічне визначення довготи давало неприпустимі помилки. Під час подорожі до Індії Жуан де Каштру провів ряд експериментів, яким вдалося виявив явище магнітного схилення магнітної стрілки компаса на борту корабля. Коли де Каштру спробував визначити широту Мозамбіку 5 серпня 1538 року, він зазначив відхилення голки. Це відбулось ще за 128 років до досліду Гійома Денніса (1666) з Ньєппа, якому зазвичай приписують це відкриття. Він спостерігав магнітне явище 22 грудня 1538 року поблизу Басейна, яке підтвердилося чотири століття по тому. Де Каштру спростував теорію про те, що зміна магнітного схилення формується географічними меридіанами.
Зафіксовані де Каштру значення магнітного схилення в Атлантичному та Індійському океанах у XVI столітті були корисними для вивчення земного магнетизму. Він зробив 43 спостереження магнітного схилення шляхом вимірювань геомагнітного схилення на всьому шляху навколо Африки. Інструментом, який він використовував, був Bussola de Variacão, який був розроблений Феліпе Гільєном десятиліттям раніше в Севільї. Він виявив просторові варіації схилення в Бомбейській затоці (поблизу Басейна), які він пояснив впливом підводних гірських мас. У 1890-х роках Г. Хеллман, якого цитують Чепмен і Бартельс (1940), вважав де Каштру найважливішим представником наукових морських досліджень того часу, а перевірений ним метод був повсюдно запроваджений на кораблях і використовувався до кінця XVI ст.